# Великий Кундиш
Великий Кунди́ш (рос. Большой Кундыш, марій. Кугу Кундыш) — присілок у складі Кілемарського району Марій Ел, Росія. Входить до складу Кілемарського міського поселення.

## Населення
Населення — 45 осіб (2010; 27 у 2002).
Національний склад (станом на 2002 рік):
- росіяни — 89 %